# Karstquelle Ehrhardsmühle
Koordinaten: 50° 1′ 37″ N, 11° 11′ 36,5″ O
Die Karstquelle Ehrhardsmühle ist eine als Naturdenkmal ausgewiesene Karstquelle bei Kleinziegenfeld in Oberfranken.

## Beschreibung
Die Quelle befindet sich hinter der Erhardsmühle in einem Seitental der Weismain in Richtung Großziegenfeld. In einem eingefassten Quellbecken entspringen mehrere Karstquellen direkt aus dem Berghang des Oberjura. Der abfließende Ehrhardsmühlbach wird durch ein Wehr aufgestaut und wurde zum Betreiben der Mühle genutzt. Er mündet nach etwa 300 Metern in die Weismain.
Die Karstquelle ist vom Bayerischen Landesamt für Umwelt als wertvolles Geotop (Geotop-Nummer: 478Q002) ausgewiesen.